# RGE (label)
Pour les articles homonymes, voir RGE.
RGE Discos (communément appelé RGE) est un label discographique brésilien fondé par José Scatena (pt). Initialement créé en 1947 sous le nom de Rádio Gravações Especializadas RGE Ltda. pour produire des  jingles à destination des stations de radio de São Paulo, RGE se tourne vers les enregistrements de disques à partir de 1954.
Le label RGE est notamment connu pour avoir accompagné les débuts de la bossa nova au Brésil et pour avoir lancé les carrières des artistes Maysa, Chico Buarque, Erasmo Carlos et Toquinho, ainsi que des groupes musicaux Fundo de Quintal et Novos Baianos.

## Historique
En 1947, José Scatena, qui possède une agence de production de jingles, décide d'ouvrir son propre studio d'enregistrement à São Paulo en partenariat avec le publicitaire Cícero Leuenroth (pt).  Le studio dispose de la meilleure technologie disponible ce qui lui permet de réaliser des enregistrements de grande qualité. Pour cette raison, le producteur musical Roberto Côrte Real suggère à Scatena de se tourner aussi vers les enregistrements de disques.
En 1954, José Scatena a l'idée de profiter de la possible victoire cette année‐là de l'équipe de football du Sport Club Corinthians Paulista au Championnat Paulista pour publier le premier disque de RGE. Il enregistre avec le groupe Os Titulares do Ritmo et le chef d'orchestre Sílvio Mazzuca (pt) l'hymne des Corinthians, intitulé Campeão dos Campeões. Le disque est pressé à 50 mille exemplaires. Les Corinthians gagnent le championnat mais l'album est un échec commercial : moins de 500 exemplaires sont vendus.
En 1956, Scatena décide de faire une nouvelle tentative. Il embauche le musicien Enrico Simonetti comme directeur artistique, chef d'orchestre et arrangeur pour RGE. Simonetti enregistre un album intitulé Panorama Musical, reprenant des succès populaires du moment. Cependant, ce deuxième disque est à nouveau un échec.
La même année, le succès arrive enfin lorsque la chanteuse débutante Maysa est invitée par le producteur Roberto Côrte Real à enregistrer un album pour RGE. Grâce a ce disque, intitulé Convite para Ouvir Maysa (pt), Maysa devient très populaire sur les stations de radios de Rio de Janeiro et de São Paulo. Dans la foulée du succès rencontré par Maysa, le label signe plusieurs artistes dont Agostinho dos Santos. 
À la fin des années 1950, sous l'impulsion d'Enrico Simonetti, RGE publie ses premiers disques de bossa nova,  le nouveau genre musical qui vient de faire son apparition au Brésil. En 1963, RGE crée Som Maior, un sous-label spécialisé dans la bossa nova et le samba jazz.
À la différence de grands labels comme Columbia ou Philips, qui réalisent en interne toutes les activités nécessaires à la production et à la commercialisation d'albums musicaux, RGE se limite à l'enregistrement et à la promotion. La fabrication des disques et leur distribution sont externalisées. La force de RGE réside dans la qualité de ses enregistrements et dans sa capacité à promouvoir ses artistes, Scatena étant un spécialiste de la publicité.
En 1965, RGE est racheté par l'éditeur de musique Fermata do Brasil (pt) qui souhaite en faire sa branche discographique. En 1980, le label est revendu à la maison de disques de Rio de Janeiro Som Livre. À partir de 2000, Som Livre cesse de produire de nouveaux albums sous le label RGE. Dès lors, le label n'est plus utilisé que pour des rééditions de son back-catalogue.

## Artistes notables
- Chico Buarque
- Camisa de Vênus
- Erasmo Carlos
- Maria Creuza
- Dick Farney
- Fundo de Quintal
- Jovelina Pérola Negra (pt)
- Maysa
- Miltinho
- Vinícius de Moraes
- Paulinho Nogueira
- Cauby Peixoto
- Raça Negra (pt)
- Sandra de Sá
- Agostinho dos Santos
- Aldo Sena (pt)
- Toquinho
- Tom Zé

## Albums représentatifs
- 1956 : Convite para Ouvir Maysa - Maysa
- 1957 : Festa Dançante - Walter Wanderley et son ensemble
- 1959 : Inimitável - Agostinho dos Santos avec Enrico Simonetti et l'orchestre de RGE
- 1960 : Brasil, Violão e Sambalanço! - Paulinho Nogueira
- 1961 : Dick Farney Show - Dick Farney avec Enrico Simonetti et l'orchestre de RGE
- 1962 : O Fabuloso Hector - Hector Costita
- 1963 : Bossa Nova, Nova Bossa - Manfredo Fest
- 1964 : Wanda Vagamente - Wanda Sá
- 1964 : Canta Triste - Ana Lúcia
- 1965 : Poema do Fim - Miltinho
- 1965 : Zimbo Trio - Zimbo Trio
- 1966 : Chico Buarque De Hollanda - Chico Buarque
- 1966 : Você me Acende - Erasmo Carlos
- 1970 : É Ferro na Boneca! - Os Novos Baianos
- 1971 : Como Dizia o Poeta... - Vinícius de Moraes, Marília Medalha (pt) et Toquinho
- 1972 : Maria Creuza - Maria Creuza
- 1978 : Carlos Alexandre - Carlos Alexandre (pt)
- 1980 : O Que Será De Mim - Cauby Peixoto
- 1985 : Batalhões De Estranhos - Camisa de Vênus
- 1986 : Zeca Pagodinho - Zeca Pagodinho
- 1988 : Asa de Águia - Asa de Águia
- 1988 : Voltei - Elza Soares
- 1990 : Ao Vivo - Adoniran Barbosa
- 1992 : Garanhuns - Dominguinhos
- 1993 : Atitude - Leci Brandão
- 1995 : Sexy, Charme e Dance - Gretchen

## Voir Aussi